# 布雷爾大道車站
布雷爾大道車站（英語：Buhre Avenue station，/piuːr/；與押韻），是紐約地鐵IRT佩勒姆線一個慢車地鐵站，位於布朗克斯布雷爾大道及威斯徹斯特大道交界，設有6號線（任何時候停站（除繁忙時段的尖峰方向外））列車服務，而繁忙時段的尖峰方向則開行<6>列車。

## 車站結構
| 月台層 | 側式月台 | 側式月台                              |
| 月台層 | 南行慢車 | ← 往布魯克林大橋-市政府 (中城路)      |
| 月台層 | 尖峰快車 | ← 無定期服務                          |
| 月台層 | 北行慢車 | → 往佩勒姆灣公園 (總站) →             |
| 月台層 | 側式月台 |                                       |
| 夾層   | 夾層     | 閘機、車站詢問處、Metrocard自動售票機 |
| Ground | 街道層   | 出入口                                |

此站設有兩個側式月台和三條軌道。
月台燈光為鈉氣燈，但木夾層只設有舊式昏暗的燈光。上城月台兩處設有支撐燈光，以便當佩勒姆灣公園車站總站兩條軌道都被佔用時可以將列車停泊於此站。
由2014年7月至2015年4月，此站連同謝里加大道車站一同關閉進行維修翻新工程。

## 外部連結
维基共享资源上的相關多媒體資源：布雷爾大道車站
- nycsubway.org—IRT Pelham Line: Buhre Avenue
- Station Reporter — 6 Train
- The Subway Nut — Buhre Avenue Pictures （页面存档备份，存于）
- Buhre Avenue entrance from Google Maps Street View